# Saint-Dolay
Saint-Dolay è un comune francese di 2 290 abitanti situato nel dipartimento del Morbihan nella regione della Bretagna.

## Società

### Evoluzione demografica
Abitanti censiti